# Kalifornijsko državno sveučilište u Chicu
Kalifornijsko državno sveučilište u Chicu (eng. California State University, Chico) javno je sveučilište u američkoj saveznoj državi Kaliforniji koje je dio lanca kalifornijskih državnih (javnih) sveučilišta (eng. California State University).
Sveučilište je osnovano 1887. godine i danas ga pohađa oko 15 000 studenata.

## Sluzbena stranica
- Cal State, Chico